# Mistrovství světa juniorů ve sportovním lezení 2001
Mistrovství světa juniorů ve sportovním lezení 2001 (anglicky: UIAA World Youth Championship) se uskutečnilo 21.-24. června v rakouském Imstu v lezení na obtížnost a rychlost. Bylo to první Mistrovství světa juniorů, kde zvítězil český závodník.

## Češi na MSJ
Tomáš Mrázek zde získal zlatou medaili v lezení na obtížnost v kategorii juniorů, dvě bronzové medaile v lezení na obtížnost získali Petr Solanský v kategorii A a Jan Zbranek v kategorii B. Byly to zároveň první české medaile z Mistrovství světa juniorů ve sportovním lezení.

## Výsledky juniorů a juniorek
| obtížnost            | obtížnost             | rychlost             | rychlost              |
| -------------------- | --------------------- | -------------------- | --------------------- |
| junioři              | juniorky              | junioři              | juniorky              |
| 1. Tomáš Mrázek      | 1. Olga Šalagina      | 1. Maxim Stěnkovyj   | 1. Olga Šalagina      |
| 2. Kilian Fischhuber | 2. Emilie Pouget      | 2. Daniil Kozmine    | 2. Olga Ochtchepkova  |
| 3. Son Sang-won      | 3. Olga Jakovlevová   | 3. Oleksandr Salimov | 3. Olesya Saulevich   |
|                      |                       |                      |                       |
| 26. Jakub Hlaváček   | 22. Martina Kadlecová | 21. Slávek Hrkal     | 12. Martina Kadlecová |
| ? finalistů          | ? finalistek          | ? finalistů          | ? finalistek          |
| ? semifinalistů      | ? semifinalistek      | ? semifinalistů      | ? semifinalistek      |
| 49 juniorů           | 29 juniorek           | 24 juniorů           | 16 juniorek           |

## Výsledky chlapců a dívek v kategorii A
| obtížnost         | obtížnost                 | rychlost                       | rychlost              |
| ----------------- | ------------------------- | ------------------------------ | --------------------- |
| chlapci           | dívky                     | chlapci                        | dívky                 |
| 1. Marcin Wszolek | 1. Jenny Lavarda          | 1. Johannes Lau                | 1. Olga Evstigneeva   |
| 2. Jorg Verhoeven | 2. Natalija Gros          | 2. Andrzej Mecherzynski-Wiktor | 2. Olga Losynska      |
| 3. Petr Solanský  | 3. Ekaterina Korolkova    | 3. Serguei Piniguine           | 3. Olga Semykina      |
|                   |                           |                                |                       |
| —                 | 25.-26. Petra Melicharová | —                              | 11. Petra Melicharová |
| ? finalistů       | ? finalistek              | ? finalistů                    | ? finalistek          |
| ? semifinalistů   | ? semifinalistek          | ? semifinalistů                | ? semifinalistek      |
| 61 chlapců        | 36 dívek                  | 29 chlapců                     | 27 dívek              |

## Výsledky chlapců a dívek v kategorii B
| obtížnost                   | obtížnost               | rychlost           | rychlost               |
| --------------------------- | ----------------------- | ------------------ | ---------------------- |
| chlapci                     | dívky                   | chlapci            | dívky                  |
| 1. Guillaume Glairon Mondet | 1. Kinga Ociepka        | 1. Ivan Kalinine   | 1. Barbara Baumann     |
| 2. Helmut Wörz              | 2. Angela Eiter         | 2. Olexiy Shulga   | 2. Nataliia Stoliarova |
| 3. Jan Zbranek              | 3. Katharina Saurwein   | 3. Nestor Carvajal | 3. Kateryna Busheva    |
|                             |                         |                    |                        |
| 17.-18. Pavel Solanský      | 13. Lucie Rajfová       | 14. Štěpán Stráník | 7. Eliška Karešová     |
| —                           | 16. Tereza Kysilková    | 26. Pavel Solanský | —                      |
| —                           | 25. Eliška Karešová     | —                  | —                      |
| —                           | 28. Kateřina Kupilíková | —                  | —                      |
| ? finalistů                 | ? finalistek            | ? finalistů        | ? finalistek           |
| ? semifinalistů             | ? semifinalistek        | ? semifinalistů    | ? semifinalistek       |
| 53 chlapců                  | 48 dívek                | 38 chlapců         | 31 dívek               |

## Čeští Mistři a medailisté
| Disciplína | Kategorie | Lezec/lezkyně | Zlato         | Stříbro | Bronz            |
| ---------- | --------- | ------------- | ------------- | ------- | ---------------- |
| Obtížnost  | Junioři   | Tomáš Mrázek  | Zlatá medaile |         |                  |
| Obtížnost  | Kat. A    | Petr Solanský |               |         | Bronzová medaile |
| Obtížnost  | Kat. B    | Jan Zbranek   |               |         | Bronzová medaile |